# Epilobium detznerianum
Espèce
Classification phylogénétique
Epilobium detznerianum est une espèce de plantes à fleurs du genre Epilobium et de la famille des Onagraceae. Cette espèce n'est présente que sur l'île de Nouvelle-Guinée.